# Циммерман, Павел Иванович
Павел Иванович Циммерман (1811—1890) — российский врач. 

## Биография
Родился в 1811 году в лютеранской семье. В 1833 году окончил Московскую медико-хирургическую академию со званием штаб-лекаря. Был ординатором в Московской Екатерининской больнице. Вместе с Д. Е. Мином перевёл сочинение венского профессора и анатома Карла Рокитанского: «Руководство патологической анатомии»; шесть томов печатались частями в 1844—1850 гг.
В начале 1850-х годов был врачом Пензенской больницы Приказа Общественного призрения и, одновременно, преподавателем медицины в Пензенской духовной семинарии. За деятельность во время холерной эпидемии в Пензе и её окрестностях ему была объявлена Высочайшая благодарность «за самоотверженную деятельность во время эпидемии». 
Выдержав в 1852 году экзамен при Московском университете, Циммерман получил звание инспектора врачебной управы. В 1855 году был назначен, как опытный врач и хирург, старшим врачом Пензенской больницы и вскоре привёл её в образцовый порядок.
В 1858 году был назначен членом-оператором Одесской врачебной управы и оставался в Одессе до конца своей жизни. Некоторое время он состоял консультантом при институте благородных девиц, а в 1878 году был назначен ординатором военного госпиталя.  
Умер «в 7 часов утра» 17 (29) апреля 1890 года. Похоронен на 2-м Христианском кладбище.